# Dexippus taiwanensis
Dexippus taiwanensis är en spindelart som beskrevs av Peng X., Li S. 2002. Dexippus taiwanensis ingår i släktet Dexippus och familjen hoppspindlar. Inga underarter finns listade i Catalogue of Life.